# Kalliklés
Kalliklés (řecky Καλλικλῆς) z athénského dému Acharnés byl řecký sofista a možná také politik na konci 5. stol. př. n. l. Jedinými prameny k jeho osobě jsou dialog Gorgias, sepsaný odpůrcem sofistů Platónem, a Aristotelův odkaz na tento dialog. Někteří badatelé proto tvrdili, že je Kalliklés fiktivní postava, kterou si Platón vymyslel. Většina ale vychází z toho, že skutečně existoval. O Kalliklově životě není nic známo. Jeho názory se přebírají z Platóna.

## Kalliklés v Platónově dialogu Gorgias
Dialog se odehrává za peloponéské války na některém z veřejných míst v Athénách, snad v gymnasionu. Jedním ze Sókratových diskuzních partnerů je právě Kalliklés, v jehož domě pobývá jako host sofista Gorgias. Kallikles je právě na prahu politické kariéry, přičemž se bádání neshoduje, jakého uspořádání byl příznivcem (demokracie, aristokracie nebo oligarchie).

### Právo silnějšího
Stejně jako sofista Thrasymachos v Platónově Ústavě  zastává i Kalliklés právo silnějšího.
V krátkém proslovu zprvu Kalliklés rozlišuje, co je spravedlivé podle přírody (fysei) a co podle zákonů, které jsou lidským dílem. Podle přírody je spravedlivé a krásné, když se jednotliví silní lidé (v obecném smyslu) prosazují vůči slabším, v případě nutnosti i silou. Je také spravedlivé, má-li schopný člověk více majetku než neschopný, urozený více než neurozený. Jako příklady uvádí Kalliklés říši zvířat a politiku, v níž lepší státy a lidé ovládají horší státy a lidi, a také víc vlastní. Pro silného jedince jako je panovník Xerxés neplatí žádné zákony, které by ho omezovaly. Jedná podle přírody, nikoliv podle zákonů. Velké množství slabých se naproti tomu obrátilo proti silným a stvořilo zákony, které tito slabí využívají a které silným škodí. "Sami totiž jsou, tuším, rádi, jestliže mají stejně, ačkoliv jsou slabší." Nadprůměrně silní a vznešení lidé, ti nejlepší, jsou drženi ve strachu. Slabí tvrdí, že je morálně nepřijatelné a nespravedlivé mít více než jiní nebo dosáhnout toho. A tak jsou ti lepší už od mládí podrobováni a vychováváni v zásadě, že všichni musí mít stejně. "Avšak myslím, jestliže se vyskytne muž náležitě od přírody nadaný, ten všechno to ze sebe setřese, prorazí a unikne ven, pošlape všechny ty naše zápisy, kejkle, zaříkadla a nepřirozené zákony, povstane a náhle se objeví ten otrok naším pánem a tu jako plamen vyšlehne právo přírody."  Aby podpořil své teze, odkazuje Kallikles ještě na Pindara.
V dalším krátkém monologu  zastává Kalliklés podobný názor. Člověk, který slouží jinému, nemůže být šťastný. Podle přírody je krásné a spravedlivé statečně a s rozumem zcela uspokojovat své tužby. Protože většina lidí vzhledem ke své neschopnosti toho jednoduše není schopná, zakazují to také těm lepším a velebí umírněnost a spravedlnost. "Neboť když je některý člověk buď od původu rodu královského, nebo je sám svou přirozeností schopen získat si nějaké vůdčí místo nebo samovládu nebo svrchovanou moc, co by bylo pro takové lidi vpravdě ošklivější a horší než uměřenost a spravedlnost, pro lidi, kterým bylo volno užívat dobrých věcí a nikdo jim v tom nepřekážel, kteří si však sami ustanovili nad sebou pánem zákon, úsudek a hanu obecného množství? [...] Blahobyt, nezkrocenost a svoboda, jestliže má podporu, je dobrost [v originálu areté] a štěstí, kdežto to ostatní, tyhle příkrasy, ty dohody lidí proti přírodě, to je žvást a za nic nestojí."

### Filosofie v dospělém věku
Kalliklés kritizuje ty dospělé, kteří se stále ještě zabývají filosofií. Výslovně ale doporučuje, aby se filosofií zabývali mladí lidé: "Vidím-li totiž filosofii u mladého jinocha, radostně to schvaluji a zdá se mi, že mu to sluší a pokládám toho člověka za zvláště hodna svobodného rodu, kdežto toho, který se nezabývá filosofií, za nesvobodného. [...] Kdykoli však uvidím staršího člověka, že se ještě zabývá filosofií a neodchází od ní, tento muž podle mého zdání, Sókrate, zasluhuje už bití."  V dospělém věku by měl člověk filosofie zanechat, aby nezůstal nevzdělaný v důležitých věcech, jako jsou zákony státu a styk se spoluobčany. Chtějí-li se filosofové angažovat ve společenských záležitostech, založit si obchod nebo řemeslo či vstoupit do státní služby, zesměšní se stejně, jako politik na filosofických setkáních. Kalliklés radí Sókratovi, o němž jinak smýšlí dobře, aby se filosofií přestal zabývat. Nebude schopen hájit se u soudu, i kdyby byl žalobce zcela obyčejný a zároveň nemilosrdný člověk. Byl by odsouzen k smrti. Platón pak nechá Kallikla říci: "Nuže, příteli, poslouchej mne a přestaň se zkoušením a provozuj krásnou hudbu činů a provozuj to, čím si získáš pověst rozumného muže, jiným ponechaje tyto chytrosti, ať už jim třeba říkat tlachy nebo žvanění, z nichž získáš to, že v prázdném budeš bydlit domě; neber si za vzor muže, kteří rozumují o těchto malichernostech, nýbrž ty, kteří mají i postavení i vážnost a mnoho jiných dobrých věcí."

## Ohlas
Několik základních myšlenek rozhovoru mezi Kalliklem a Sókratem shrnuje krátce také Aristotelés. Děje se tak ve spisu O sofistických důkazech, když Aristotelés zkoumá způsob sofistických argumentů, pomocí kterých lze člověka přivést k nevěrohodným tvrzením. Kalliklés se o to pokouší, když staví proti sobě přírodu a zákon.
Někteří badatelé se domnívají, že Kalliklovy názory měly vliv na Machiaveliho a Friedricha Nietzscheho, v jehož nauce o nadčlověku se rovněž vyžaduje, aby některá zvláštní individua prosazovala nadvládu nad masou těch špatných.